# Aşağıkarasu, Suluova
Aşağıkarasu là một xã thuộc huyện Suluova, tỉnh Amasya, Thổ Nhĩ Kỳ. Dân số thời điểm năm 2010 là 131 người.